# Felpa (tessuto)

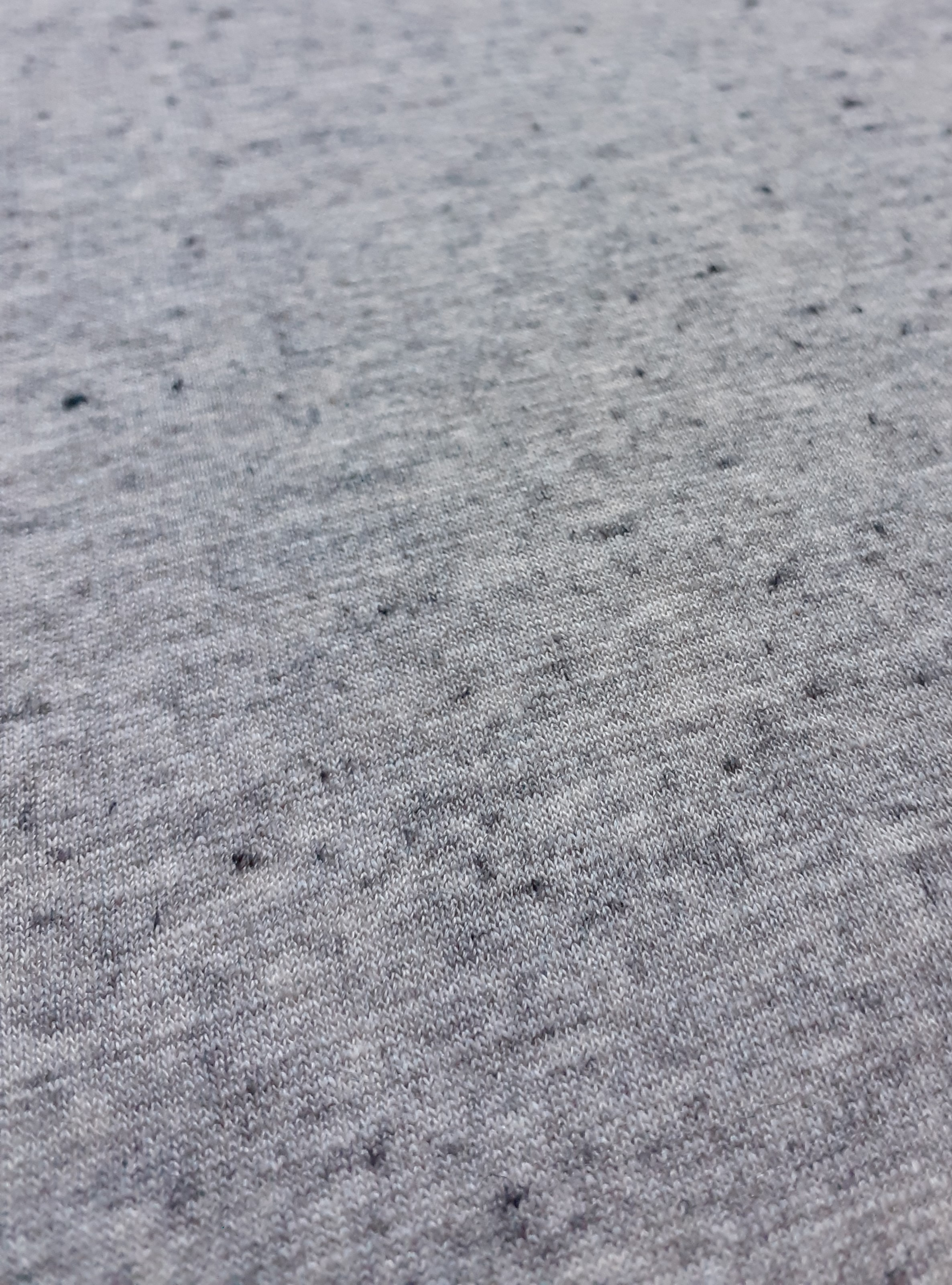
Tessuto di felpa

La felpa è un tessuto a maglia morbido realizzato con due filati di titolo (cioè lo spessore) diverso su macchine da maglieria monofrontura. Il termine deriva dal francese antico ferpe o feupe e fa riferimento a un tessuto peloso sul diritto e liscio sul rovescio. Questo tessuto in fase di confezione viene utilizzato al contrario, per cui il dritto tecnico diventerà il rovescio del capo confezionato.

## Composizione
Un capo di abbigliamento in felpa può essere composto di puro cotone, naturale e completamente anallergico, di lana oppure misto con poliestere e poliammide.

## Tipologie
Esistono due tipologie di tessuto felpa: 
- invernale: con superficie felpata ottenuta mediante un processo di garzatura che, sollevando le fibre permette di creare una superficie dotata di un maggior potere isolante e di una mano più calda;
- estiva: più leggera e caratterizzata da una superficie che ha subito una garzatura molto blanda finalizzata a conferire morbidezza.

## Utilizzi
La felpa si utilizza, già dagli anni '80, per produrre abbigliamento casual unisex in quanto presenta qualità di comfort. Viene sfruttato, in particolare, per produrre capi d'abbigliamento per il tempo libero e sportivi come la tuta da ginnastica.
Per la sua caratteristica morbidezza è anche utilizzato per realizzare abbigliamento per neonati e bambini.
La felpa è un tessuto molto versatile e facile da lavorare. Viene infatti sfruttato anche al di fuori del settore dell’abbigliamento per creazioni artigianali come pupazzi di stoffa, borse e cuscini.